# Hiatari Ryoukou!
Hiatari Ryoukou! (яп. 陽あたり良好! Хиатари Рё:ко:) — романтическая манга, автором которой является Мицуру Адати. Публиковалась издательством Shogakukan в 1980–1981-х годах в журнале Shōjo Comic и собрана в 5 томов. Позже по мотивом манги была выпущена дорама, аниме-сериал и полнометражный фильм. Название переводится буквально, как Какой прекрасный солнечный денёк!.

## Сюжет
Сюжет концентрируется на любовных отношениях Касуми Кисимото, ученицы старшей школы. Девушка живёт в доме-интернате, принадлежащей её тётушке, в котором также снимают комнаты 4 подростка. Несмотря на то, что Касуми клянётся себе быть верной своему парню, который учится за границей, девушка постепенно влюбляется в одного из соседов — Юсаку.

## Список персонажей
- Касуми Кисимото (яп. 岸本 かすみ Кисимото Касуми)

Главная героиня, и ученица высшей школы Мёдзё. Так как её родители живут на расстоянии часа езды до школы, Касуми решает пожить в доме у своей тёти Тигусы, которая решила сдать комнаты четырём студентам, которые посещают ту же школу. Касуми поначалу стремится избегать парней, так как желает оставаться верной Кацухико, парню, который учится за границей. Однако у девушки постепенно развиваются чувства к одному из 4х новых соседей — Юсаку.
Сэйю: Юми Морио
- Юсаку Такасуги (яп. 高杉 勇作 Такасуги Ю:саку)

Снимает комнату № 3. Учится в том же классе, что и Касуми. Является членом команды по чирлидингу, так как восхищается людьми, которые отдают себя полностью заветной цели и стремится их всячески поддерживать. Позже Юсаку присоединяется к школьной бейсбольной команде, хоря ранее этим не занимался. У Юсаку есть домашний кот по имени Тайсукэ, которого он нашёл в ящике, на обочине дороги.
Сэйю: Юдзи Мицуя
- Такаси Арияма (яп. 有山 高志 Арияма Такаси)

Снимает комнату № 2. Он был вратарём в футбольной команде, пока Юсаку не уговорил его присоединится к бейсбольной команде в качестве ловца. Влюблён в Кэйко, хотя та считает его просто другом. Всегда голодный, но щедрый человек, готов помогать даже незнакомцам.
Сэйю: Кобухэй Хоясия
- Син Микимото (яп. 美樹本 伸 Микимото Син)

Снимает комнату № 4. Он увлекается пикапом и сексуально озабочен. Безумно влюблён в Кэйко, однако не может быть с ней. Играет третьим игроком в школьной баскетбольной команде. У Сина дома есть телескоп, чтобы наблюдать за звёздами, сам же парень таким образом подглядывает за девушками. Безумно боится кошек.
Сэйю: Канэто Сиодзава
- Макото Айдо (яп. 相戸 誠 Айдо Макото)

Снимает комнату № 1. Играет небольшую роль в сериях, выступает как правило в роли комедийного персонажа. В дораме, он носил имя Макото Накаока (яп. 中岡 誠 Накаока Макото) и занимался медицинскими исследованиями.
Сэйю: Кацухиро Намба
- Кацухико Мураки (яп. 村木 克彦 Мураки Кацухико)

Парень Касуми, и сын — брата — мужа — тёти Тигусы. Работает за границей, но в одной серии возвращается в Японию.
Сэйю: Кадзухико Иноуэ
- Масато Сэки (яп. 関 真人 Сэки Масато)

Старший брат Кэйко, является питчером в бейсбольной команде. Ставит перед собой цель попасть в профессиональную команду, перед тем, как станет выпускником.
Сэйю: Хиротака Судзуоки
- Тайсукэ (яп. 退助 Тайсукэ)

Домашний кот Юсаку, так как Юсаку заплатил за него ¥100, он назвал кота Тайсукэ Итагаки, японского деятеля, изображённого на 100-йенной банкноте.
Сэйю: Эрико Сэнбара
Источники:

## Дорама
Сериал, созданный на основе манги транслировался по телеканалу Nippon TV с 21 марта по 19 сентября 1982 года. Всего выпущено 19 серий, каждая из которых длится по часу. Сначала роль главной героини предполагалось дать Минако Савамуре, но из-за проблем при съёмках первой серии, главную роль передали Саяке Ито. Сериал выходил одновременно с Tōge no Gunzō и Seibu Keisatsu Part II, из-за чего не набрал особой популярности.

## Аниме
Аниме-сериал, состоящий из 48 получасовых серий, начал транслироваться по телеканалу Fuji TV с 22 марта 1987 года по 20 марта 1988 года, заняла место аниме-сериала Touch, созданного по спокон-манге того же автора. Также в 1988 году был выпущен полнометражный мультфильм, как продолжение сериала.

## Музыка
Открытие
«Sunshine All Around!» (яп. 陽あたり良好! Хиатари Рё:ко:)
исполняет Аки Асакура, серии 1–17
«Corner Homecoming» (яп. 帰って来た街角 Каэттэкита Матикадо)
Исполняет Хироаки Сэридзава, серии 18–37
«Sorrow is Changing the Beat» (яп. 悲しみはBEATに変えて Канасими ва Битто ни Каэтэ)
Исполняет Ами Одзаки, серии 38–48
Концовка
«Scolding Maria» (яп. 舌打ちのマリア Ситаути но Мариа)
Исполняет Юмэкодзё, серии 1–17
«Knife Edge Summer» (яп. ナイフの上の夏 Найфу но Уэ но Нацу)
Исполняет  Хироаки Сэридзава, серии 18–37
«Don't Make Me Count Sheep Around the World» (яп. 世界中の羊数えさせないで Сэкай дзю: но Хицудзи Кадзоэсасэнайдэ)
Исполняет Ами Одзаки, серии 38–48